# Rosa Butler y Mendieta
Rosa Butler i Mendieta, va néixer a Jaén el juny de 1821, desconeixent-se el lloc i data de la seva defunció. Es tracta d'una escriptora poc coneguda en l'actualitat per dues raons fonamentalment, d'una banda per la seva escassa producció i, sobretot, pel seu primerenc abandó de l'activitat literària, que s'atribueix a un precari estat de salut.

## Biografia
Nascuda del matrimoni format pel capità de l'exèrcit Tomás Butler i María dels Dolores Mendieta. Va ser educada pels seus oncles (després de la mort de tots dos progenitors), la germana del seu pare Rosa Butler i el seu marit Antonio Esquerre, amb els quals va estar vivint fins a 1841 a Cadis, moment en el qual es traslladen a Port Real.
Des de molt jove va sentir una gran inclinació per la literatura, decantant-se la poesia com el gènere de major afinitat amb el seu caràcter i creativitat. És considerada com una gran poeta, malgrat l'escassetat de la seva producció hagut fonamentalment a l'abandó primerenc d'aquesta vocació poètica.
La seva poesia s'enquadra perfectament en les característiques de l'estètica romàntica imperant a Europa durant gran part del segle xix. Es va iniciar la seva vida pública com poetisa amb el poemari titulat “La noche y la Religión”, publicat a Madrid, en la Impremta de Luis García, l'any 1849. En aquesta obra que es dona la combinació de tòpics romàntics (com és la nit), amb els sentiments religiosos de l'autora. El llibre està compost per únic i llarg poema dedicat a en Tomás García Lluna. Se sap que el poema va ser redactat Alcalá de Guadaira el 20 de juny de 1849.
També va treballar col·laborant en obres col·lectives com les titulades “Corona poética dedicada a... Manuel José Quintana con motivo de su coronación pública.... “(Madrid: Rivadeneyra, 1855) -aportant el poema "De patriótico amor sublime rayo..."-, i “El álbum de la bellas” (Sevilla, 1849) –amb el poema titulat "Las orillas del Guadaira".
També es poden trobar poemes de Rosa Butler i Mendieta en els mitjans de publicació del seu àmbit local com El Regao de Andalucía (Sevilla, 1849), La España Literaria (Sevilla, 1862) i El Pensil Gaditano (1857), considerada com una publicació feminista dirigida per la fourierista Margarida Pérez de Celis. Anteriorment Butler havia col·laborat en la publicació “La Mujer”, que estava editada per un grup de feministes moderades que tenien com a líder a María Verdejo i Durán i comptaven amb la col·laboració d'altres literates del XIX com Josefa Moreno i Nartos, Ángela Grassi, Amalia Fenollosa, Vicenta Villaluenga, Robustiana Ermini de Cuesta, Venancia López Villabrile, Ángela Morejón i María Francisca Díaz. A més, després de la seva mort malgrat ser oblidada, es va trobar un assaig èpic seu, titulat “La creación del mundo” (Madrid: M. Ginés Hernández, 1883).